# Kazuo Umezu
Kazuo Umezu (楳図 かずお, Umezu Kazuo, Wakayama, Japão) (3 de agosto de 1936 - 28 de outubro de 2024) foi um mangaká, famoso por obras do género horror. Recebeu o Prémio de Manga Shogakukan em 1975 pela obra Hyōryū Kyōshitsu.

## Filmografia
- Nekome Kozo (anime)
- Hyōryū Kyōshitsu (filme)
- Senrei (filme)
- Long Love Letter: Drifting Classroom (Jdrama)
- Kazuo Umezz's Horror Theater (séries de antologia)
- Hebimusume to hakuhatsuma, 蛇娘と白髪魔) (1968) (Daiei/Kadokawa Pictures)
- Mother (filme, realizador)[4]